# Группа галактик NGC 5866
Группа галактик NGC 5866 (англ. NGC 5866 Group) — маленькая группа галактик, находящаяся в созвездии Дракона. Группа названа по имени NGC 5866, галактики с наибольшей видимой звёздной величиной в группе, хотя некоторые каталоги групп галактик указывают NGC 5907 в качестве наиболее яркого объекта.

## Представители группы
В таблице ниже указаны галактики, которые в настоящее время указаны как представители группы в Каталоге ближайших галактик, каталоге LGG и трёх списках групп, созданных на основе выборки ближайших галактик Giuricin и др.
| Название | Тип      | R.A. (J2000)  | Dec. (J2000) | Лучевая скорость (км/с) | Видимая звёздная величина |
| -------- | -------- | ------------- | ------------ | ----------------------- | ------------------------- |
| NGC 5866 | S0       | 15ч 06м 29.5с | +55° 45′ 48″ | 672 ± 9                 | 10,7                      |
| NGC 5879 | SA(rs)bc | 15ч 09м 46.8с | +57° 00′ 01″ | 772 ± 5                 | 12,4                      |
| NGC 5907 | SA(s)c   | 15ч 15м 53.8с | +56° 19′ 44″ | 667 ± 3                 | 11,1                      |

Другие возможные представители группы галактик — NGC 5866B, NGC 5963, UGC 9776 и UGC 9816.

## Ближайшие группы
Группа галактик NGC 5866 расположена к северо-западу от группы M101 и группы M51. Расстояния до этих трёх групп, определённые по данным об отдельных галактиках, имеют близкие значения. Это свидетельствует в пользу того, что группы M51, M101 и NGC 5866 являются частью крупной вытянутой структуры. Тем не менее, большинство методов идентификации групп галактик показывает, что три группы являются отдельными образованиями.